# Casamazzagno
Casamazzagno (S-ciamazégn in ladino) è una frazione del comune di Comelico Superiore, in provincia di Belluno.

## Geografia fisica
Si trova sulle pendici del monte Spina.

## Monumenti e luoghi d'interesse
Nel borgo si trova la chiesa della Beata Vergine della Salute, costituita nel XIX secolo.
Al limitare del paese sorge la chiesa di San Leonardo, la quale fu costruita nel 1545 da Nicolò Ruopel.
In prossimità della chiesa sono presenti dei fienili antichi. Gran parte dei prati e dei boschi appartengono alla regola di Casamazzagno che, dopo una vertenza decennale, ha ammesso la partecipazione anche alle donne.

## Cultura

### Musei
In prossimità della chiesa si trova un museo etnografico.